# Eklektos
Eklektos (auch Eclectus, Electus, Eiectus; † 28. März 193 n. Chr. in Rom) war ein Kammerherr des römischen Kaisers Commodus, den er zusammen mit Personen aus dessen engster Umgebung Ende 192 n. Chr. umbringen ließ.

## Leben
Eklektos stammte aus Ägypten.  Er war ein Freigelassener des Kaisers Lucius Verus und wohnte nach dessen Tod (169 n. Chr.) im Palast des Mark Aurel. Nachdem dieser Kaiser verstorben war, trat er in der Stellung eines Kämmerers in die Dienste von Mark Aurels Neffen Claudius Ummidius Quadratus. Aufgrund seiner nunmehrigen Position wurde er wohl gut mit Marcia, der Konkubine seines Dienstherrn, bekannt. 181 oder 182 n. Chr. nahm Quadratus an einer fehlgeschlagenen, wohl von Lucilla angezettelten Verschwörung gegen ihren Bruder, den Kaiser Commodus, teil und wurde deshalb hingerichtet. Nun wurde Eklektos Kämmerer (cubicularius) des Commodus. Bei Gladiatorenspielen kämpfte er in Scheingefechten gegen den Kaiser.
Ende Dezember 192 kam es zu einem Mordkomplott gegen Commodus, an dem neben Eklektos auch Marcia, die mittlerweile die Geliebte des Kaisers geworden war, und der Prätorianerpräfekt Quintus Aemilius Laetus teilnahmen. Sie hatten Commodus von zu argem Treiben abhalten wollen, wurden nun aber selbst vom Kaiser bedroht, worauf sie sich gegen diesen verschworen. Die genauen dem Attentat vorausgehenden Motive und Vorgänge sind wegen der mangelhaften Quellenlage kaum mehr erhellbar. Nachdem ein von Marcia bereiteter Gifttrank beim Kaiser nicht die gewünschte Wirkung erzielt hatte, ließen ihn die Verschwörer am 31. Dezember 192 durch den Athleten Narcissus erdrosseln.
Aemilius Laetus ließ nach dem Tod des Commodus Pertinax, einen bewährten Offizier unter Mark Aurel, zum neuen Kaiser ausrufen. Eklektos ging nun eine Ehe mit Marcia ein. Gemeinsam mit Laetus führte er die Regierungsgeschäfte für den Kaiser. Pertinax wurde allerdings schon nach drei Monaten gestürzt. In dieser Situation blieb Eklektos dem Kaiser treu, versuchte ihn am 28. März 193 gegen die in den Palast eindringenden Soldaten zu verteidigen und wurde mit ihm getötet.